# Companhia Negra de Revistas
A Companhia Negra de Revistas foi um empreendimento brasileiro destinado a apresentar espetáculos de teatro de revista, fundada em 1926 pelo artista baiano De Chocolat, e a primeira no país formada por atores e atrizes negros.
Teve a duração de um ano: de julho de 1926 até julho do ano seguinte.

## Contexto histórico
O teatro de revista era uma das formas de entretenimento populares nas duas primeiras décadas do século XX no Brasil; entretanto, com a competição do cinema, os espetáculos passaram a inserir inovações como nos cenários "futuristas" e sofisticação da iluminação, e ainda pela mudança na forma de apresentação, onde a ênfase no roteiro passou a ser focada no espetáculo, trazendo coisas bizarras, inéditas; estas mudanças se complementavam com as excursões de empresas estrangeiras ao país (tais como a espanhola Velasco ou a francesa Ba-Ta-Clan).

## A Companhia Negra

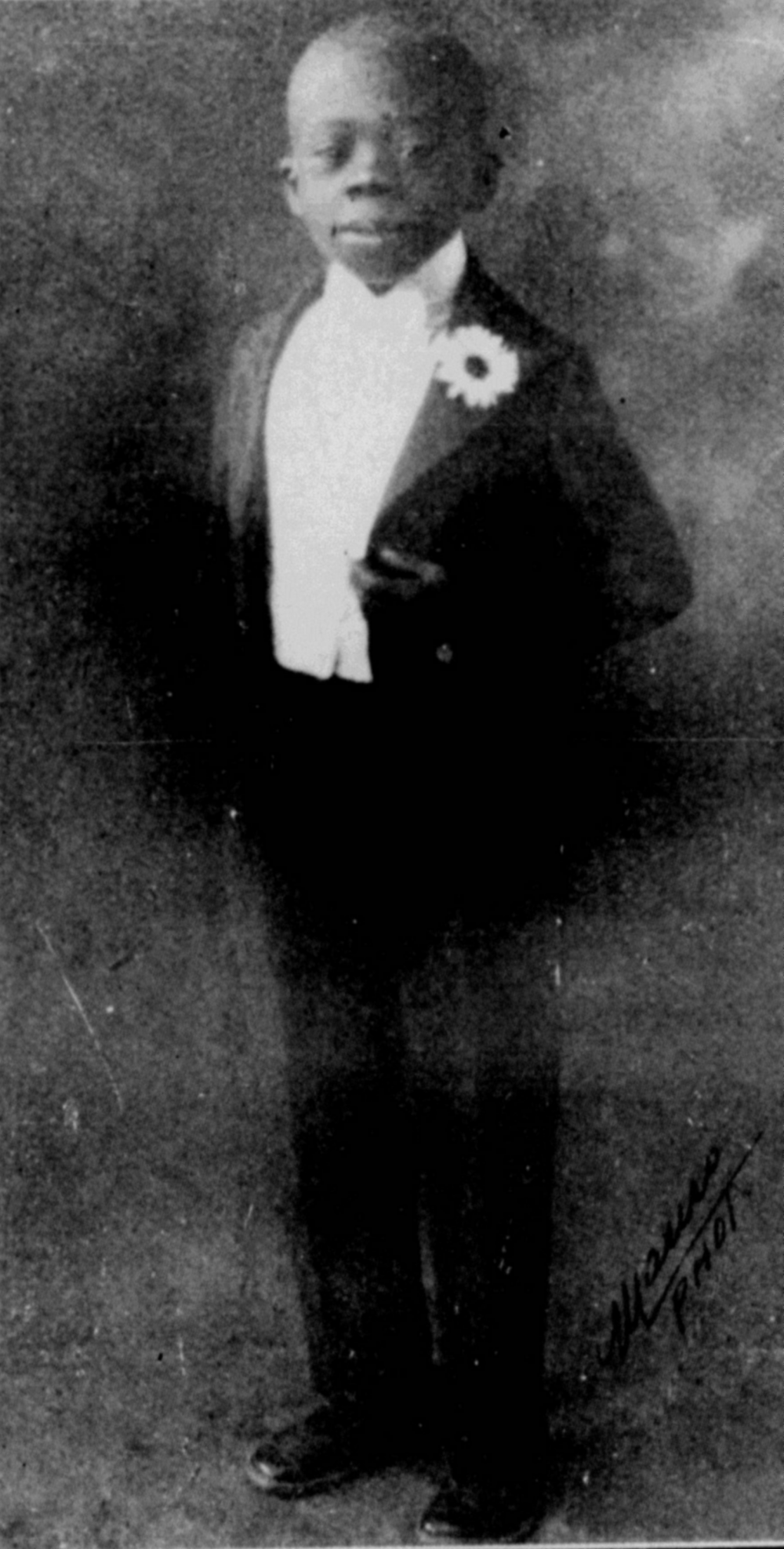
"Othello - O furor da Companhia Negra de Revistas, no República"
A Companhia lançou, ainda criança, o futuro astro "Grande Otelo".

De Chocolat, pseudônimo de João Cândido Ferreira, havia se apresentado em Paris inicialmente usando o nome de Jocanfer (das suas iniciais) mas, em razão da sua cor de pele, ali passou a ser chamado de Monsieur De Chocolat; ali vivenciou a curiosidade que a Europa tinha pelo exotismo das coisas da África, refletida na Revue nègre e justamente na época em que despontava a estrela de Josephine Baker. De volta ao Brasil ele se associou ao coreógrafo português Jaime Silva, no Rio de Janeiro, e após modificarem a estrutura das revistas e burletas que existiam com a estilização das danças e músicas inspiradas na cultura afro-brasileira ou afro-americana, estrearam finalmente a 31 de julho de 1926.
Além das dificuldades, já em setembro de 1926 os sócios De Chocolat e Silva começaram a se desentender até que o primeiro se desligou da Companhia que idealizara; fundou a seguir a "Ba-Ta-Clan Preta", que teve apenas dois meses de duração, encerrando-a após apresentar-se em São Paulo.
O surgimento da Companhia Negra de Revistas "assinalou o início do teatro negro no Brasil"; "eletrizou a crítica e o público, encenando algumas peças, também apresentadas em São Paulo, Minas Gerais e outros estados pelos quais a companhia excursionou", sempre gerando polêmica, com os debates variando entre os pró e aqueles que estavam imbuídos de racismo, revelando assim "as dificuldades e a situação do negro nos palcos brasileiros".
Um dos aspectos marcantes, então, foi a "marca de cor", que se assinalava desde o nome da companhia aos títulos dados aos espetáculos: "Tudo Preto", "Preto e Branco", "Carvão Nacional" ou "Café Torrado".

### Integrantes
Contratado desde seu início, o músico Pixinguinha foi o regente da Companhia até a sua excursão por São Paulo, quando se desligou por se recusar a percorrer as cidades daquele estado; por outro lado, em São Paulo Grande Otelo passou a compor o elenco da trupe, fazendo tanto sucesso que passou a constituir-se em atração principal, ficando ali por cinco meses até antes da excursão final no Rio Grande do Sul, quando se desligou.

## Reação racista

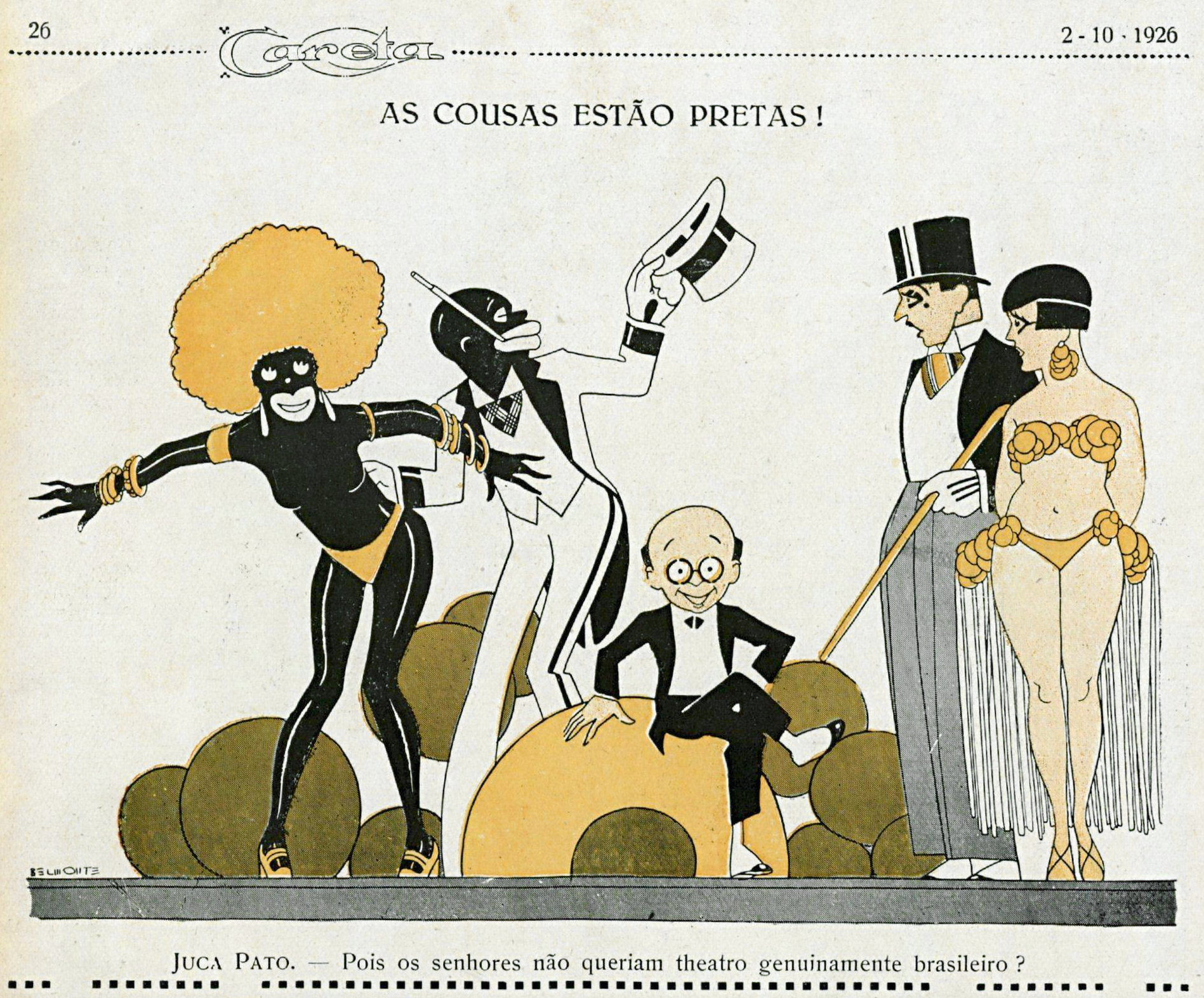
Revista Careta ironiza a Companhia, em 1926, onde Belmonte apresenta o personagem Juca Pato sob título: "As coisas estão pretas"

Na edição de 10 de julho de 1926 a revista O Malho publicava texto apócrifo intitulado "O Rialto e a sua Cabula", na seção "Teatros", um texto onde encerrava assim: "Ali estava, à espera, um moço que parecia norte-americano, sobraçando um maço de catálogos ilustrados. Propunha-se a instalar, na caixa do Rialto, para uso dos artistas da Companhia Negra de Revistas, “câmaras inodoriantes”... Garantia que, por meio delas, nos Estados Unidos, tirava-se, até, a catinga das baratas...” (sic) Em 21 de agosto, após a estreia de "Tudo Preto", a mesma coluna apócrifa desdenha mesmo o nome de "De Chocolat": "No negrume de Dechocolá luziu, de satisfação, uma fileira de dentes brancos"
Em nota também apócrifa o periódico "A Rua" dizia, a 27 de setembro, ainda em 1926: “O célebre De Chocolat que havia detido nas pretas mãos a direção da Companhia e que se encontrava, na qualidade de diretor, explorando a boa fé pública, acaba de ser posta no olho da rua” e que, diante do fracasso das apresentações no teatro Rialto, iria se apresentar em Niterói – “Quer dizer, em resumo, que o Rio está livre daquela coisa vergonhosa”, para concluir adiante: “Só sentimos que à frente daquele negócio indefensável, esteja o nome digno de respeito como o do Sr. Jayme Silva”.
Ao passar pela Bahia, em abril de 1927, o jornal Diário da Bahia publicara que uma empresa da Argentina havia convidado a Companhia para uma excursão naquele país e também ao Uruguai; o assunto não teve maior repercussão até que, durante a excursão gaúcha, voltou a ser ventilado e gerou reações como a de uma revista do Rio de Janeiro que pedia a intervenção do Ministério das Relações Exteriores a fim de "evitar essa propaganda do nosso país"; de tal forma foi o escândalo criado que o conselho deliberativo da Sociedade Brasileira de Autores Teatrais (SBAT) decidiu contrariamente à excursão, constituindo uma comissão para fazer a Companhia desistir da ida aos países vizinhos sob pena de ter que "agir por meios mais eficazes", e se expressou que tal excursão "redundará em descrédito do nosso país, a SBAT, como lhe cumpre, irá agir energicamente a fim de impedir a consumação desse atentado aos foros de nossa civilização".

## Encerramento
Apesar de sua duração de somente um ano, a Companhia não teve duração diversa da grande maioria das empresas similares da época (como a citada "Ba-Ta-Clan Preta", que durou dois meses); outras companhias passaram a contratar atores e atrizes negros, bem como surgiram outras companhias teatrais negras. Apesar de ser um processo natural seu fim breve, entretanto, não fosse ter acontecido em decorrência da reação contrária à sua excursão fora do país que foi um "episódio bastante significativo, de natureza ideológica, que consistiu no 'golpe de misericórdia' sobre o grupo teatral negro".